# リオ (ホテル)
リオ（Rio All-Suite Hotel & Casino）は、アメリカ合衆国ネバダ州ラスベガスにあるカジノホテルである。かつてはショーなども行われていたが、現在は普通のホテルである。
現在は、フラミンゴ・ラスベガス、バリーズ、パリスなどと同様にシーザーズグループによって運営されている。プレーヤーズカード「トータルリワーズ」も共通して使用できる。

## アトラクション
- マスカレード・イン・ザ・スカイ（2013年閉鎖）